# إستير بنباسا
إستير بنباسا (بالفرنسية: Esther Benbassa )‏ (و. 1950 – م) هي مؤرخة، وسياسية، وأستاذة جامعية من فرنسا. ولدت في إسطنبول.

## مناصب
تولت منصب عضو مجلس الشيوخ الفرنسي.

## التعليم
تعلمت في جامعة تل أبيب.

## جوائز
حصلت على جوائز منها:
- وسام جوقة الشرف من رتبة فارس
- فارس وسام الاستحقاق الوطني.